# Onychogomphus thienemanni
Onychogomphus thienemanni är en trollsländeart som beskrevs av Schmidt 1934. Onychogomphus thienemanni ingår i släktet Onychogomphus och familjen flodtrollsländor. Inga underarter finns listade i Catalogue of Life.